# 방화벽 (건축)

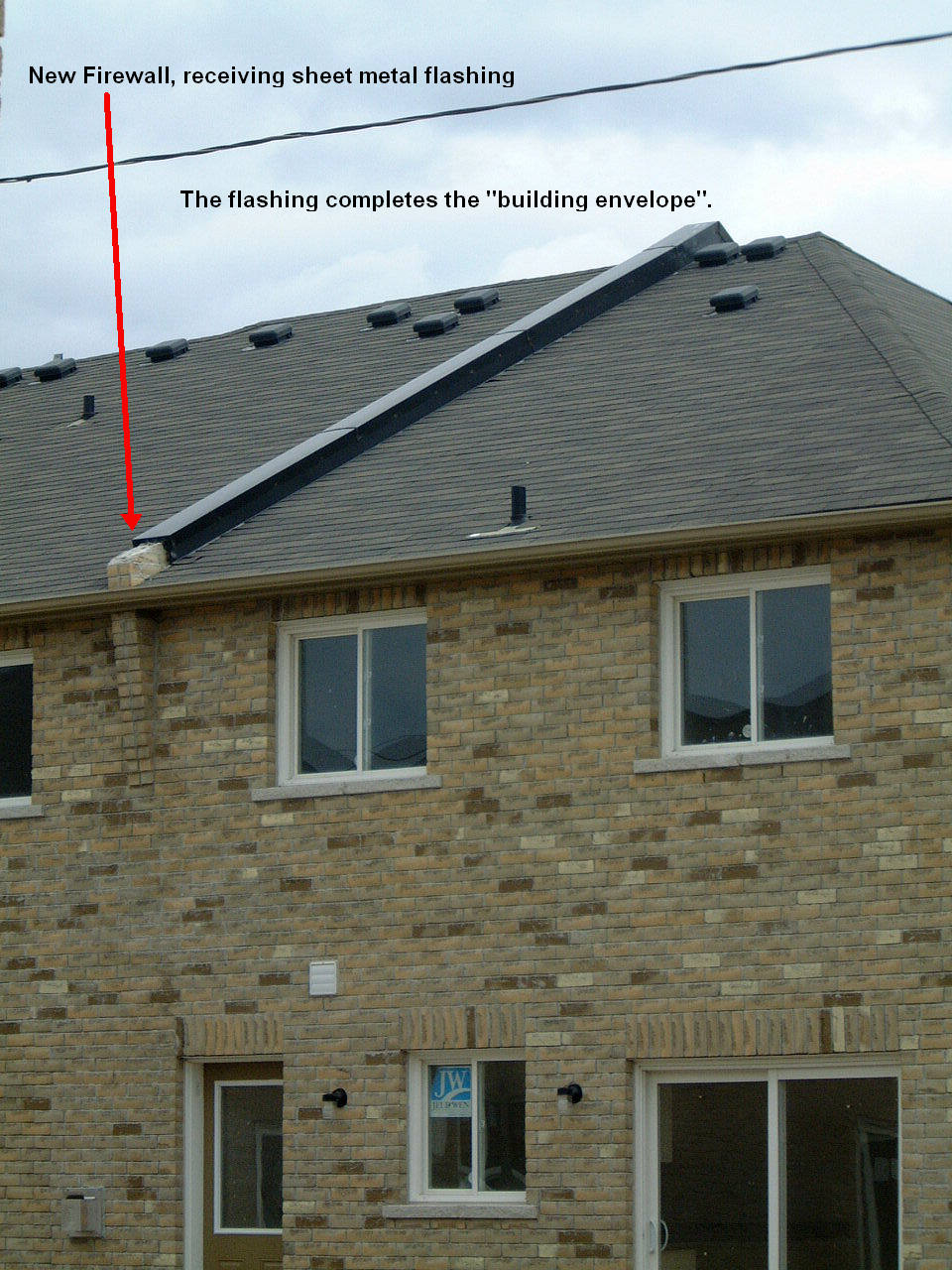
방화벽이 설치된 주거용 건물. 두 구획을 분리한다.

방화벽(防火壁)은 일정 시간 동안 화재의 확산을 막기 위해 설치되는 구조물이다. 일반적으로 건축물에 설치되지만 항공기, 차량, 선박 내부에도 설치된다.

## 응용
방화벽은 건물을 별도의 화재 구역으로 나누는 데 사용할 수 있으며 지역에 적용되는 건축 법규에 따라 구축된다. 방화벽은 건물의 수동 방화 시스템의 일부이다.
방화벽은 미네랄 오일 탱크 파열 및 점화가 발생할 경우 전기 변전소에서 고가 변압기를 분리하는 데 사용할 수 있다. 방화벽은 오일로 채워진 하나의 변압기와 다른 인접한 변압기, 건물 구조 및 현장 장비 사이의 화재 방지벽 역할을 한다.

## 성능 기반 설계
방화벽은 특정 설계 및 성능 사양이 필요한 다양한 응용 부문에 사용된다. 효과적인 방화벽을 선택하고 설치하려면 화재 중에 존재할 수 있는 잠재적인 조건을 아는 것이 중요하다. 예를 들어, 평균 온도 800°F(425°C)를 나타내는 NFPA(National Fire Protection Agency), 221-09 섹션 A.5.7을 충족하도록 설계된 방화벽은 더 높은 온도를 견딜 수 있도록 설계되지 않았다. 더 높은 난이도의 화재에 존재하며 그 결과 나열된 벽 등급의 예상 기간 동안 기능하지 못할 수 있다.
성능 기반 설계는 화재 발생 시 잠재적인 조건을 고려한다. 용도에 맞는 올바른 재료를 사용하려면 재료의 열적 한계를 이해하는 것이 필수적이다. 실험실 테스트는 화재 시나리오 및 벽 하중 조건을 시뮬레이션하는 데 사용된다. 테스트 결과, 테스트된 조건에서 예상되는 내화 지속 시간과 벽 구조 무결성을 정의하는 내화 등급 어셈블리에 대해 할당된 목록 번호가 생성된다. 설계자는 나열된 방화벽 어셈블리를 지정하거나 설계된 방화 벽 시스템을 사용하기 전에 예상되는 보호 기능을 인증하기 위해 성능 테스트가 필요한 벽 시스템을 설계하도록 선택할 수 있다.

## 같이 보기
- 방화선
- 내화성화